# マニックス (テレビドラマ)
『マニックス』（原題：Mannix）は、1967年9月16日から1975年4月13日までアメリカ合衆国・デシル・プロダクションとパラマウント・テレビ制作、CBSテレビで放送された連続テレビドラマ。全8シーズン、194回。

## 概要
『スパイ大作戦』と同時期に制作されたアクションドラマで、クリエイターは『刑事コロンボ』のリチャード・レビンソンとウィリアム・リンクで、『スパイ大作戦』と同じブルース・ゲラーがプロデュースしている。また、マルチ画面によるオープニング・タイトルとラロ・シフリンが手がけたテーマ曲も評判になった。
主演はマイク・コナーズで、彼の代表作となった。彼はその後、テレビドラマ『陽気なルーシー』や『Dr.マーク・スローン』に同じジョー・マニックス役でゲスト出演している。
2008年のDVDリリースに際し、コナーズは第1シーズンの共演者ジョセフ・キャンパネラと共に特典映像のインタビューに応え、オーディオ・コメンタリーも担当した。
2011年5月、コナーズは本作のDVDについてCBSテレビとパラマウントに対して、ロイヤリティが未払いであるとして訴訟を起こした。

## あらすじ
ロサンゼルスを舞台に、タフな私立探偵ジョー・マニックスが、様々な凶悪犯罪と闘う。
なお、マニックスは第1シーズンではハイテク調査のインターテクト探偵社の調査員であったが視聴率が伸び悩み、制作会社デシル・プロダクションの代表でもある女優ルシル・ボールの「探偵ものにコンピューターはハイテク過ぎる」という意見を受け、第2シーズン以降は上司と衝突して退職するという形でハイテク探偵社の設定が消え、新たにマニックスの友人でもあった警官の夫を殉職で失ったペギーを秘書として雇い、個人事務所を構えるという設定に変更となった。ペギー役のゲイル・フィッシャーは黒人女優として初のテレビドラマのレギュラー出演者となった。

## キャスト

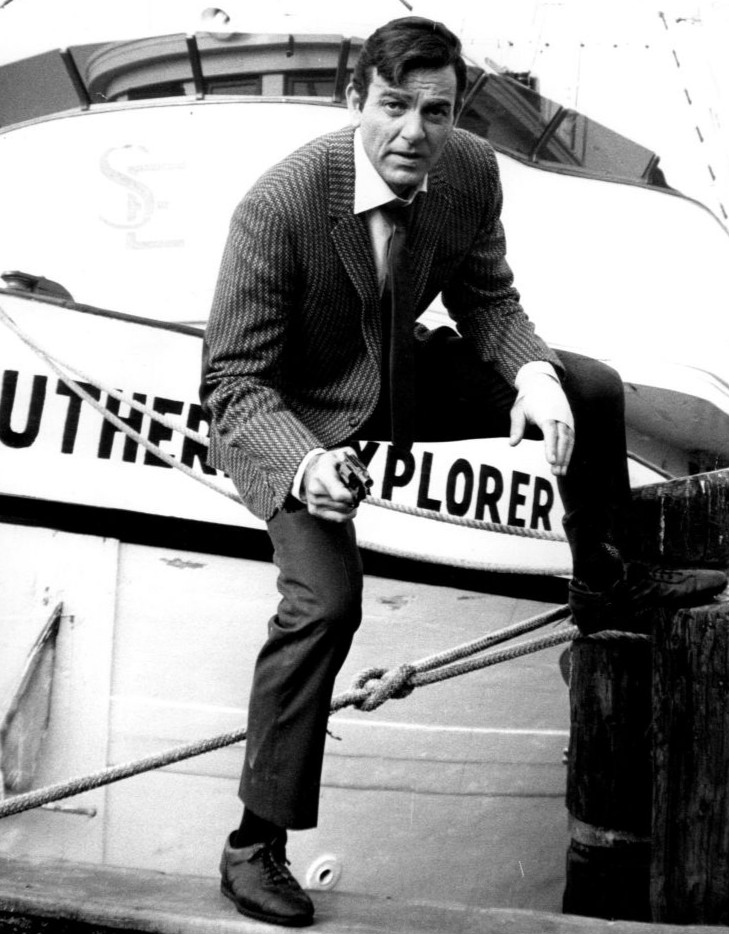
ジョー・マニックス役のマイク・コナーズ

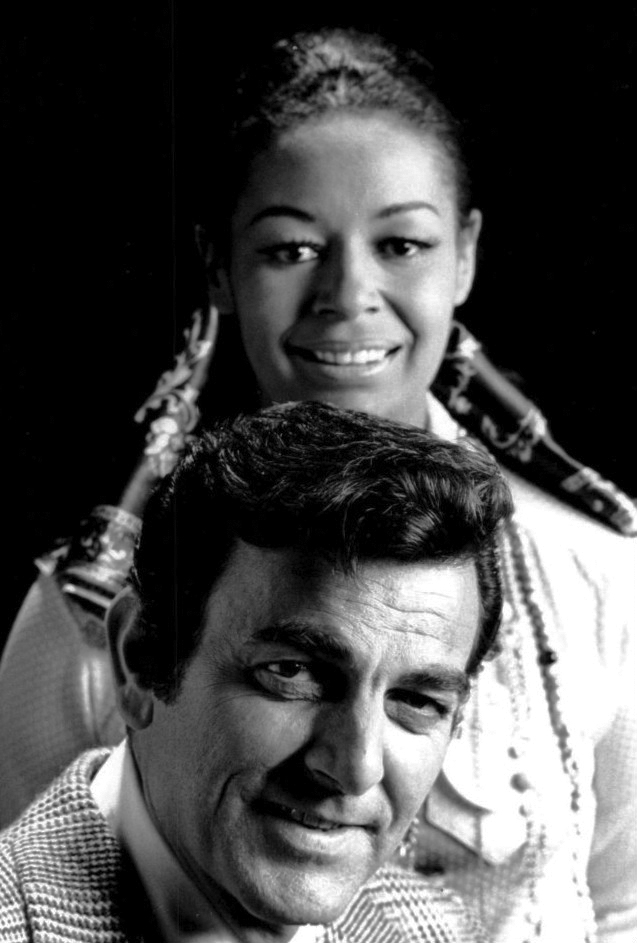
ジョー・マニックス役のマイク・コナーズ（手前）とペギー・フェア役のゲイル・フィッシャー

- ジョー・マニックス：マイク・コナーズ（吹替：納谷悟朗（第1シーズン）、田口計（第2シーズン以降））
- ルウ・ウィッカーシャム部長：ジョセフ・キャンパネラ（吹替：家弓家正）※第1シーズンのみ
- ペギー・フェア（秘書）：ゲイル・フィッシャー（吹替：加藤みどり（第2・3シーズン）、駒村クリ子（第4シーズン以降））
- アダム・トビアス警部補：ロバート・リード（吹替：青野武）
- ダン・アイブス警部補：ジャック・ギング
- アート・マルコム警部補：ワード・ウッド（吹替：大木民夫）
- トビー・フェア（ペギーの息子）：マーク・スチュワート

## 評価
作品は高い評価を受け、ゴールデングローブ賞作品賞（テレビドラマ部門）に4回ノミネートされて1971年の第29回で受賞した。
主演のマイク・コナーズはゴールデングローブ賞主演男優賞（テレビドラマ部門）に6回ノミネートされて1969年の第27回で受賞し、プライムタイム・エミー賞に4回ノミネートされた。
秘書役のゲイル・フィッシャーはゴールデングローブ賞助演女優賞（テレビドラマ部門）に3回ノミネートされて2回受賞し、プライムタイム・エミー賞に4回ノミネートされて、1回受賞した。

## 日本での放送
日本では1968年2月25日から7月21日までと、11月3・10日に日本テレビ系日曜夜9時枠で『マニックス』のタイトルで第1シーズンが、第2シーズン以降が東京12チャンネル（現・テレビ東京）で『鬼探偵マニックス（1969年4月6日から6月29日まで日曜19:00 - 19:56、7月6日から9月28日までは20:00 - 20:56枠でシーズン2の全25話を放送）』→『新マニックス(1971年2月5日から3月26日まで金曜22:30 - 23:26、4月7日から7月28日までは水曜22:30 - 23:26枠でシーズン3の全25話を放送。1972年10月3日から1973年3月13日までは火曜22:30 - 23:26で第4シーズン全24話を放送)』→『マニックス特捜網（1975年3月4日から1976年9月28日まで火曜20:00 - 20:54枠で第5シーズン以降を放送）』→『鬼探偵マニックス（1978年4月2日から9月3日まで日曜23:00 - 23:54）』と何度も改題されて放映された。